# SLTV League of Legends StarSeries
SLTV League of Legends StarSeries — неосновная профессиональная лига для команд из стран постсоветского пространства по компьютерной игре League of Legends, хотя в 1-м сезоне лиги участвовали две команды с западно-европейского сервера.
Всего прошло 6 сезонов соревнования: четыре в 2014 и два в 2015 году. C 2016 года «StarSeries» заменена Континентальной лигой.

## Предыстория
До открытия российского сервера игры League of Legends проводилось множество небольших еженедельных турниров на европейских серверах для игроков из СНГ зачастую с призовыми в виде «Riot Points»(виртуальной игровой валюты): «Go4LoL» и «Random Team Cup» от ESL, а также «Voidling Weekends» от lol-game.ru.
По мнению Владимира Торцова, PR-менеджера компании Riot Games, даже после прошедшего в июне 2013 года ПРЧ по League of Legends СНГ-сцена продолжала находиться в стадии формирования, что требовало проведения как можно большего количества соревнований. Так проведённые в том же 2013 году соревнования Techlabs Cup, Игромир 2013 и ESL Pro Series, а также перенесённые на российский сервер еженедельные любительские турниры от ESL и lol-game.ru подготовили почву для запуска регулярной лиги СНГ.
Анонсированная в феврале 2014 года «Звёздная серия» стала первой лигой по игре League of Legends в истории СНГ. Лига была организована площадкой Star Ladder при поддержке компании-разработчика игры Riot Games, призовой фонд стартового сезона составил 30 тыс. долларов США.

## I сезон

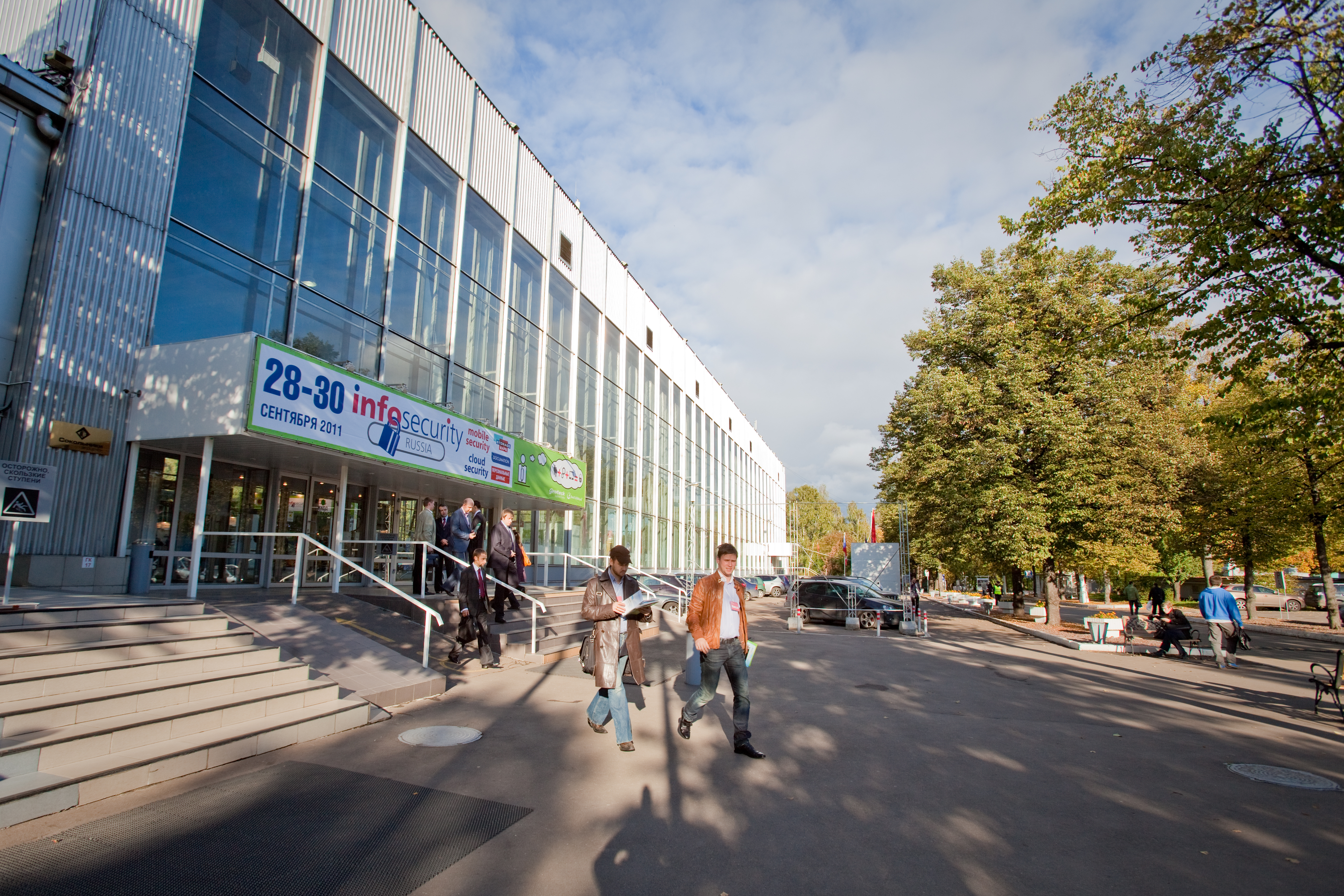
Конгрессно-выставочный центр «Сокольники», где прошли LAN-финалы I сезона StarSeries

1-й сезон Звёздной серии прошёл со 2 марта по 27 апреля 2014 года. В нём принимали участие 4 команды, которые получили приглашение от организаторов, и 12, которые прошли через отборочный этап. Состоялась одна европейская и четыре СНГ квалификации.
По результатам группового этапа 1-го сезона Star-серии в плей-офф прошли команды «Team Dragon», «Carpe Diem» и «Internationally V» сменившие название перед плей-офф на «Revival Dragons». Вышедшие в финальную стадию «Departed» отказались участвовать в плей-офф в связи с отборочными в LCS — их заменил коллектив «Good Team Multigaming», занявший пятую строчку регулярки. «Ninjas in Pyjamas», «i2HARD Esport Team», «Power in Unity» и «Team NOA» выбыли из лиги ещё до завершения онлайн-части.
Перенесённые в «Сокольники» с Киев Киберспорт Арены LAN-финалы проходили с 25 по 27 апреля 2014 года. По их результатам чемпионом лиги стал коллектив «Carpe Diem», обыгравший финале команду «Team Dragon» со счётом 3:2.

## II сезон

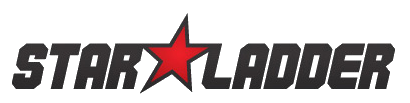
Логотип Star Ladder, организатора Star-серии

2-й сезон Star-серии проходил с 23 мая по 6 июля 2014 года. В отличие от первого, победитель финального этапа лиги квалифицировался на IWC Gamescom 2014.
C 5 по 6 июля 2014 года на киберспортивной арене «Moscow Cyber Stadium» состоялись LAN-финалы. В эту стадию прошли четыре команды: «Hard Random» (ранее «Good Team Multigaming»), «RoX», «Internationally V» и состав организации «Virtus.pro» по League of Legends, который в групповом этапе выступал под названием «Team Dragon». Чемпионами на этот раз стали «Hard Random».

## III сезон

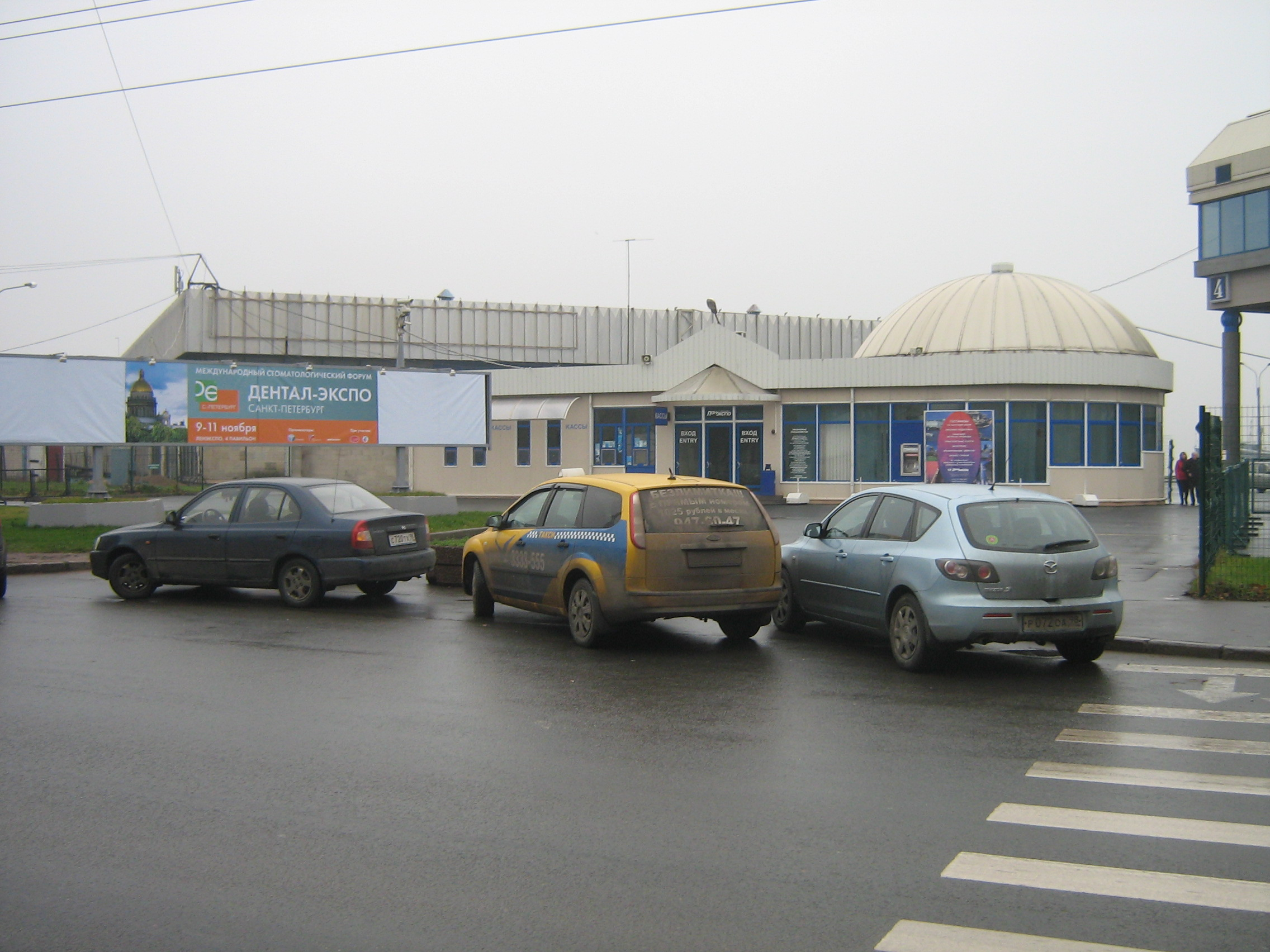
Выставочный комплекс «Ленэкспо» принимал LAN-финалы третьего сезона

3-й сезон Звёздной серии по League of Legends проходил со 21 августа по 2 ноября 2014 года.
Перед его началом весь состав «Hard Random», покинувший организацию по завершении 2-го сезона Звёздной серии из-за разногласий с её менеджментом, присоединяется к организации Moscow Five. В то же время «Hard Random» подписывают состав «Carpe Diem», а «Internationally V» меняют название «Dolphins of Wall Street». Организация «Team Empire» подписывает команду «Tvoi Batya», прежний состав по League of Legends прекращает существование. Освободившийся слот заняли «i2HARD Esport Team» из «ProSeries».
В конце августа 2014 года команды «Against the Wall» и «Fire of Fate» прекращают участие в лиге.
Чемпионом лиги и обладателем 15 тыс. долларов США из призового фонда стал коллектив «Dolphins of Wall Street», который в гранд-финале в Ленэкспо обыграл команду из верхней сетки «Hard Random» со счётом 3:2.

## IV сезон

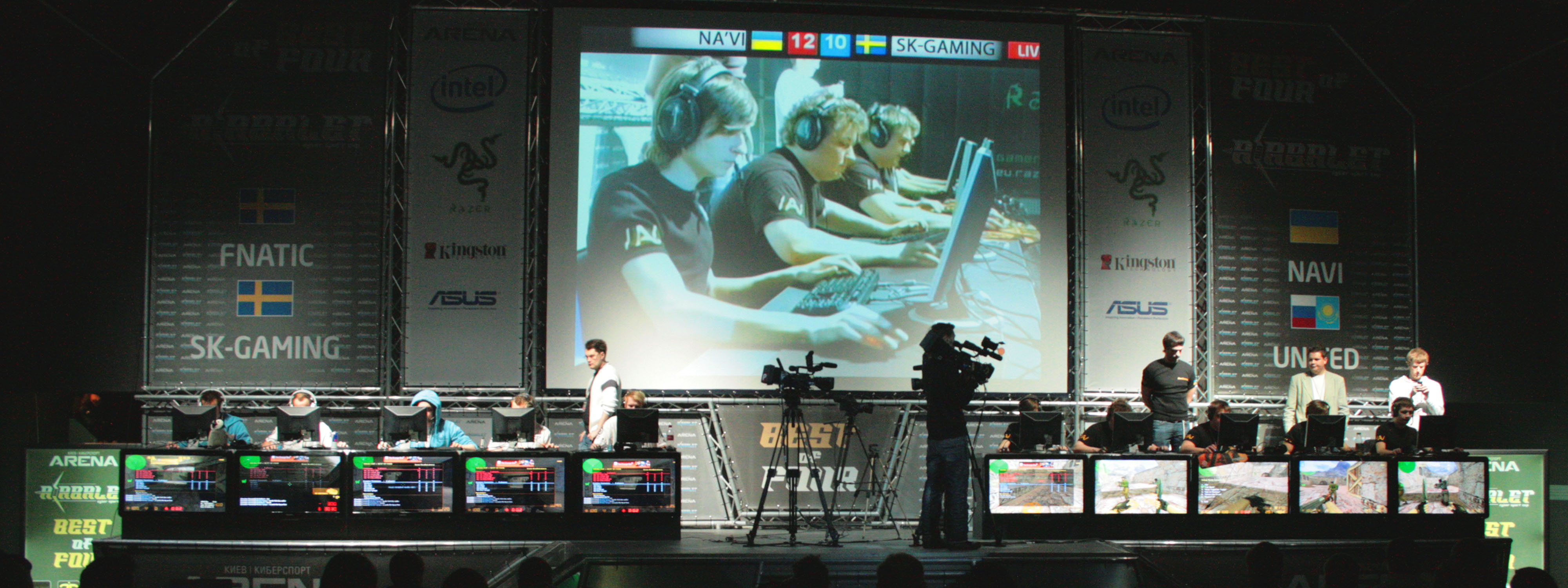
Киев Киберспорт Арена стала местом проведения LAN-финалов IV сезона

4-й сезон Звёздной серии по League of Legends проходил с 27 ноября 2014 года по 25 января 2015 года. В нём участвовали 12 команд, из них 2 отправились на LAN-финал напрямую, ещё 6 разыграли в плей-офф ещё две дополнительные путёвки.
На LAN-финалы, проходившие с 23 по 25 января 2015 года на Киев Киберспорт Арене, отобрались следующие команды: «RoX.KIS», «Virtus.pro», «Moscow Five» и «Team Just». В итоге чемпионом лиги стал коллектив «RoX.KIS», обыгравший в гранд-финале команду «Moscow Five» со счётом 3:1. Четвёртое место заняли Virtus.pro", а «Team Just» расположились на 3-й строчке.

## Сезон 2015
В 2015 году «Звёздная серия» потерпела значительные изменения: число команд участвующих в групповом этапе сократилось с 12-ти до восьми, соревнования начали проводиться по системе двух сплитов в год: весеннего и летнего.
Весенний сплит Star-серии проходил с 14 февраля по 12 апреля 2015 года. Чемпионами лиги, а также представителями СНГ на IWCI 2015 по League of Legends, стали «Hard Random».
Летний сплит проводился с 30 мая по 26 июля 2015 года. Слот в международном wildcard-турнире Decafio Internacional 2015 и титул чемпионов СНГ по League of Legends завоевали победители весеннего сплита — «Hard Random».

## Призовые места
| Сплит            | 1-е                       | 2-е                     | 3-е, 4-е                              |
| ---------------- | ------------------------- | ----------------------- | ------------------------------------- |
| Сезон I (2014)   | Carpe Diem                | Team Dragon             | Revival Dragons Good Team Multigaming |
| Сезон II (2014)  | Hard Random (в IWCT 2014) | Virtus.pro              | TORNADO ROX Internationally V         |
| Сезон III (2014) | Dolphins of Wall Street   | Hard Random             | RoX Moscow Five                       |
| Сезон IV (2014)  | RoX                       | Moscow Five             | Team Just Virtus.pro                  |
| Весна (2015)     | Hard Random (в IWCI 2015) | Moscow Five             | Virtus.pro Glacial Phoenix            |
| Лето (2015)      | Hard Random (в IWCT 2015) | Dolphins of Wall Street | RoX Carpe Diem                        |